# José Visconti
José de San Martín Visconti Heras (Caracas, 30 de diciembre de 1948 - Ibidem, 6 de enero de 2019) fue un periodista, locutor, escritor y profesor universitario venezolano. Saltó a la fama en su país debido a su trabajo en televisión como presentador deportivo en RCTV CMT Television y Meridiano Televisión. 
Durante años se desempeñó como docente en la Universidad Católica Santa Rosa, donde recibió el título de "Profesor Ilustre".

## Biografía
José de San Martín Visconti Heras nació en Caracas el 30 de diciembre de 1948, fruto del matrimonio de Rafael Visconti Seijas y María Teresa Heras. De niño, sufrió de estenosis pilórica, por lo que fue intervenido quirúrgicamente en lo que se considera la primera piloroplastia exitosa realizada en el país.
Cursó sus estudios primarios en el Grupo Escolar Francisco de Pimentel. A los 13 años ingresó al Seminario Interdiocesano de Caracas, ubicado en la populosa parroquia La Pastora, con la intención de formarse como sacerdote. Sin embargo, no llegó a ordenarse, y en 1968 se inscribió en la Escuela de Periodismo de la Universidad Central de Venezuela.
En 1985, el papa Juan Pablo II visitó Venezuela, y Visconti fue el encargado de animar el encuentro realizado en el Estadio Universitario de Caracas, ante más de 70 000 jóvenes católicos. También formó parte de la comisión oficial que acompañó al Pontífice durante su gira latinoamericana, que culminó en una segunda visita al país en 1996.   
En 2014 publicó el libro Francisco: El Papa de los pobres, a través de la editorial Grupo Sexto Poder, sobre la vida y obra del padre Jorge Bergoglio, y su camino hasta convertirse en el papa Francisco.
Visconti fue diagnosticado dos veces de cáncer: el primero, en la piel, por un tumor maligno; y el segundo, en la próstata, poco después de dejar la televisión. En 2017 fue hospitalizado debido a una isquemia cerebral por tensión alta. Superó estos padecimientos con éxito.
Sin embargo, el 6 de enero de 2019, luego de ser operado de urgencia, el periodista, locutor y profesor universitario, falleció en Caracas dejando uno de los legados más destacados, que lo convirtieron en un icono del periodismo deportivo.

## Trayectoria profesional
Visconti debutó en 1969 en el diario La República, como reportero encargado de cubrir sucesos. En 1970 trabajó para La Verdad, donde por solicitud del Jefe de Redacción, Rafael Fuentes Plaza, se inició la fuente deportiva.
Entre los periódicos y cargos por donde figuró, destacan El Nacional, como reportero, y El Universal, como Jefe de la sección de Deportes. También fue director del diario La Religión y de la revista Universo Deportivo, además de subdirector de Meridiano. En 1991 fungió como Jefe de Deportes en El Diario de Caracas, puesto que ocupó hasta el cierre del medio, en 1996.
Durante veinte años formó parte del equipo de anclas del noticiero El Observador, por el canal RCTV, donde ganó la simpatía de la audiencia por su estilo particular de narrar las noticias deportivas. Su carisma, le permitió popularizar frases como "Sacarla del jonrón" en el argot venezolano y ser imagen del álbum de figuras de la Copa Mundial de FIFA, impresa por la Editorial Panini. También es destacable su participación, por el mismo canal, en el programa matutino de variedades Lo de hoy, en conjunto con presentadores de la talla de Eladio Lárez, Nelson Bocaranda, Neyla Moronta, Jenirée Blanco y Gustavo Pierral. Dada su inclinación religiosa, también presentaba el espacio de la Santa Misa los domingos por la mañana. 
Fue uno de los periodistas fundadores en 1997 de Meridiano Televisión, primer canal especializado en deportes de la TV venezolana. Por casi una década, condujo en el canal diferentes programas dedicados al béisbol, donde constantemente hacía referencia a su equipo favorito: los Leones del Caracas. Eventualmente, fue siendo desplazado a otros horarios a raíz de su enfermedad, como en su programa Sacándola de jonrón, que se transmitía a las 7 a. m. y con el cual se despidió de la pantalla chica. 
Dentro de la radio, trabajó en emisoras como Radio Caracas Radio y 710 AM Radio Capital, donde llegó a compartir cabina en el horario estelar con el destacado locutor Adolfo Martínez Alcalá.
Con frecuencia, Visconti fue invitado como experto en temas relacionados al deporte y la Iglesia católica por diferentes medios de comunicación nacionales.

## Vida académica
Paralelo a su carrera periodística, Visconti desempeñó una extensa trayectoria como profesor universitario. En el Seminario Interdiocesano de Caracas, enseñó en las cátedras de Homilética y Pastoral de los medios de Comunicación Social.

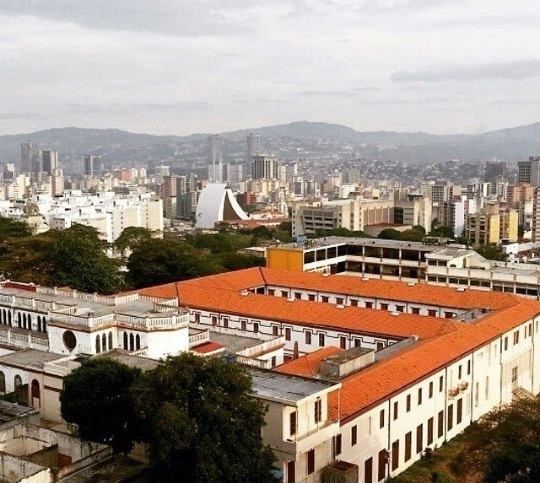
Universidad Católica Santa Rosa

El Seminario se transformó en 1999 en la Universidad Católica Santa Rosa, por lo que pasó a incorporarse al cuerpo docente de las recién creadas escuelas de Comunicación Social y Teología. Hasta la fecha de su fallecimiento, mantuvo su actividad académica impartiendo clases de Periodismo, Periodismo deportivo y Comunicación e Iglesia. 
En 2014, el Consejo Universitario le otorgó el título de "Profesor Ilustre", siendo renombrada el aula S-2 del recinto universitario en su honor.

## Aparición en cine
Visconti actuó en la película venezolana de 1984 Adiós Miami, un filme de comedia satírica que retrata la corrupción y el derroche de dinero tras la bonanza petrolera que vivió el país durante la presidencia de Carlos Andrés Pérez y la doctrina del "Tá barato dame dos" que imperó en la década de los 70. Allí interpretó el papel de "Ramírez", amigo de la infancia del protagonista, y novio de "Ludmila", una actriz de telenovelas interpretada por Tatiana Capote. En 1998 tuvo una aparición especial como narrador de noticias en la película venezolana 100 años de perdón.

## Matrimonio y descendencia
En 1970 se casó con la también periodista María Teresa País, con quien tuvo dos hijos. Junto con ella, se dedicó de forma exclusiva a la docencia dentro de la UCSAR.

## Premios y reconocimientos
A lo largo de su carrera, Visconti recibió dos veces el Premio Nacional de Periodismo Deportivo y un Premio de la Fundación Casa del Artista. También fue galardonado en la década de los 80 por su trayectoria dentro de El observador (RCTV). Tras el cese de transmisión de RCTV en 2007, rechazó un importante premio de periodismo otorgado por el Gobierno venezolano, en solidaridad con sus antiguos compañeros de planta.
Además de la distinción como profesor emérito de la Universidad Católica Santa Rosa (UCSAR), también fue nombrado "Embajador del Diálogo y la Paz" y condecorado con la orden Santa Rosa de Lima por esta casa de estudios.
Como una de las últimas distinciones recibidas, la Asociación Internacional de Prensa Deportiva en América (AIPS) le otorgó el premio Abelardo Raidi en su edición 2018 en reconocimiento a su densa trayectoria como periodística y docente.

## Frases famosas
- Mis deportivísimos amigos
- Sacándola de jonrón
- Buen apetito, apetito de campeones
- Si no es de Panini, es Chimbini